# لئونید بیکوف
لئونید فدوروویچ بیکوف (اوکراینی: Леонід Федорович Биков؛ ۱۱ دسامبر ۱۹۲۸ – ۱۱ آوریل ۱۹۷۹) بازیگر، کارگردان فیلم، و فیلم‌نامه‌نویس اوکراینی اهل اتحاد جماهیر شوروی بود.
از فیلم‌های او می‌توان به «سربازان اداره اصلی اطلاعات» (۱۹۶۸) اشاره نمود.
وی همچنین برندهٔ جوایزی متعددی همچون نشان انقلاب اکتبر، جایزه ملی شوچنکو، «هنرمند افتخاری جمهوری سوسیالیستی شوروی» و «هنرمند مردمی جمهوری شوروی سوسیالیستی اوکراین» شده‌است.